# Fàbrica Gallart (Palafrugell)
La Fàbrica Gallart és una obra de Palafrugell (Baix Empordà) protegida com a Bé Cultural d'Interès Local.

## Descripció
Casa cantonera de planta trapezoidal amb de tres plantes situada al final del carrer de les Botines a la confluència amb els carrers de l'Hortal d'en Pou i de Picasso i amb el camí Fondo. L'entrada es troba en el mur del xamfrà i el portal hi ha la data 1826. Les obertures estan emmarcades amb pedra i algunes tenen trencaaigües de rajol sobre la llinda.
A la façana de llevant té una galeria d'arcs de mig punt a sobre la tercera planta. El mur posterior dona a un pati envoltat de magatzems i naus industrials afegits posteriorment.
L'interior de l'immoble ha estat modificat per a usos industrials.
La façana ha estat restaurada sense encert.

## Història
L'edifici inicialment era una casa que posteriorment es va transformar en una fàbrica.
La fàbrica Gallart es dedicava a la producció de maquinària per a la indústria surera.